# Харківська міська дума

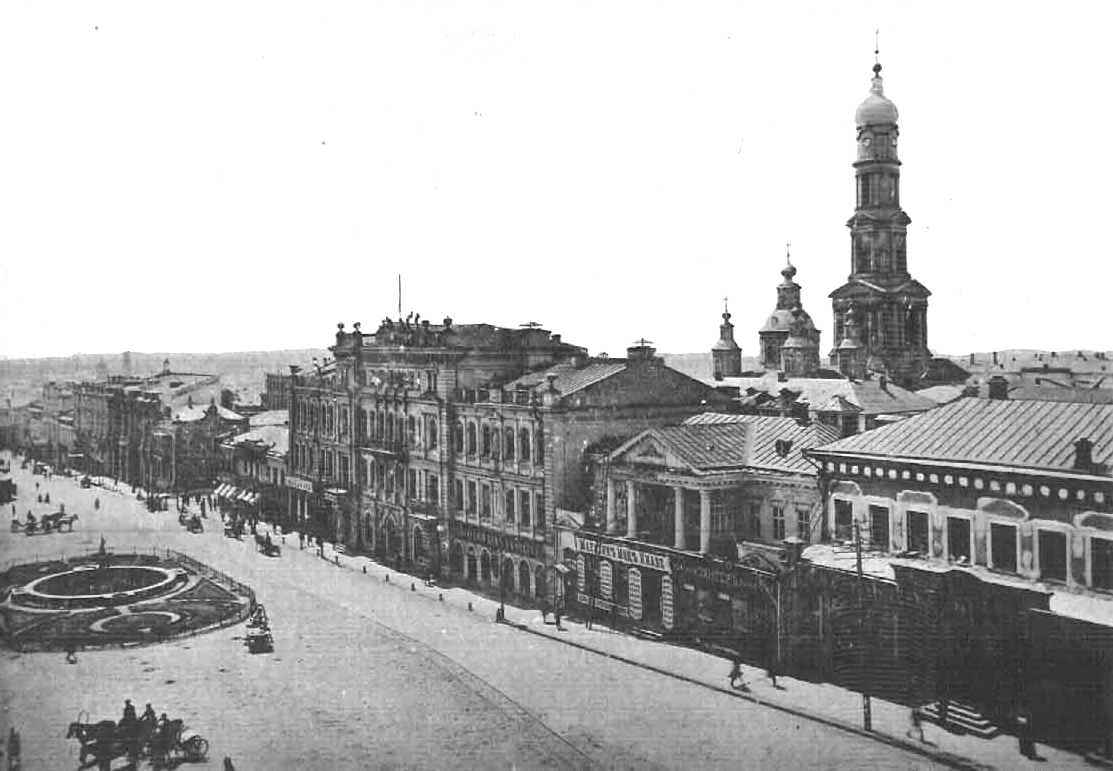
1900

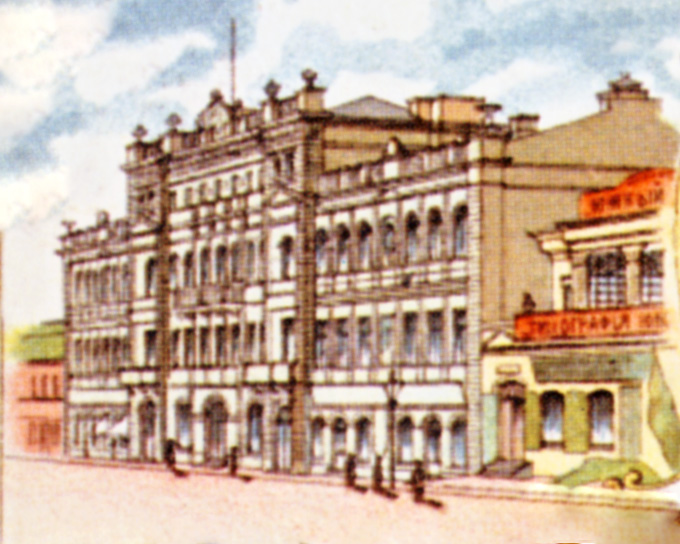
Стара будівля Харківської міської думи

Харківська міська дума — орган міського самоврядування міста Харків в 1785-1917 і в 1919 роках.

## Передумови появи
У ранній період існування міста Харків, який був адміністративним центром Харківського слобідського козацького полка, якщо само місто знаходилося під керівництвом козацького полкового уряду, який підпорядковувався харківському полковнику, то Харківська фортеця, знаходилася у введенні харківського воєводи, який підпорядковувався московському царю. В 1706 році управління містом повністю перейшло до козацької полкової адміністрації.
Міське населення поділялося на козаків та міщан. Як зазначають Багалій та Міллер, у XVII столітті у Харкові було міщанське самоуправління (ратуша),  зі змішаним урядом, яке очолювалося війтом. Збереглися імена харківських війтів, таких як Іван Емов (1677) та Мойсей Ільїн (1685). На початку XVIII століття відомості про міщанське самоуправління та війтів зникають. В 1700 році, з харківців набрано 850 козаків, а інших перетворено на клас підпомічників, у зв’язком з цим все населення перейшло до козацького підпорядкування.
В 1765 році наказом російської імператриці Катерини II полковий устрій Слобідської України було скасовано, управління поступово з автономного козацького стало централізованим провінційним.
У 1767 році з’являється посада міського голови. Міський голова обирався усім містом, але відношення до міських справ майже не мав. Першим міським головою стає відставний сотник Павло Гуковський. В 1784 році міським головою обирають Артемія Карпова, якому судилося стати першим головою Харківської міської думи.

## Створення думи

### Міське положення 1785 року
В 1785 році відповідно до «Грамоті на права і вигоди містам Російської імперії» передбачалося заснувати міську думу. Городяни були розділені на 6 станових розрядів в залежності від їх майнового стану та занять. Городяни обирали Загальну думу на чолі з міським головою. Загальна дума вибирала так звану Шестигласну думу, по одному гласному від кожного з 6 розрядів. На Загальну міську думу покладалося завідування міським господарством. Загальна і Шестигласна думи були підпорядковані губернатору .
Поява грамоти спочатку не відбилося на введенні нових порядків в Харкові. Тільки з 1786 року в місті почалася складатися книга обивателів (з метою виявлення станової приналежності городян і визначення їх прав), яка була завершена до весни 1787 року. У квітні 1787 року пройшли перші вибори в Загальну думу, куди увійшли представники всіх станів, крім іменитих громадян і гостей, а 3 травня - вибори Шестигласну думи. До її складу увійшли п'ять членів: купець 2-ї гільдії Іван Павлов, купець 3-й гільдії Григорій Рощин, з посадських - Тимофій Івахненко, з цехових - Герасим Романченко, з обивателів - Василь Чаплей. Збиратися Шестигласна дума постановила щосереди, а Загальна - в січні, червні та пізньої осені .
Друга Шестигласна дума почала роботу з 1 січня 1790 року. Перші дві думи майже повністю присвятили свою діяльність упорядкуванню торгівлі.
До моменту вступу на престол імператора Павла I (1796) харківське міське самоврядування проявило себе неодноразовими сутичками з губернським і міським магістратом і казенної палатою.

### Ратгауз і його скасування
При новому імператорі права і функції міської думи були істотно урізані, контроль губернської влади над нею став жорсткішим. Згідно сенатському указу від 11 березня 1801 року на Харків почав розповсюджуватися устав про ратгаузи від 29 грудня 1797 року. Думи мали бути замінені Ратгаузами, які підпорядковувалися губернатору і Сенату. Смерть Павла I перешкодила привести указ у виконання, незважаючи на те, що в Харкові вже відбулися вибори бургермейстера и і ратсгерів (членів ратгауза). Новий імператор Олександр I 8 квітня 1801 року скасував указ про створення ратгаузов.

## У 1801-1871 роки
Перша половина XIX століття характеризувалася зниженням активності міського самоврядування. Більшість позитивних і енергійних людей відмовлялися служити по міських виборів протягом всієї першої половини XIX століття. Більшість обраних в Загальну і Шестигласну думи були люди неписьменні, погано уявляли посаду, на яку вони прийшли, і серед усієї цієї неписьменності особливе місце займав секретар думи, який відав найчастіше питаннями власного збагачення і заповнюв фіктивні протоколи..
У цей період дума практично повністю була позбавлена самостійності. У фінансових питаннях вона цілком залежала від губернатора. Єдиний випадок, передбачений законодавчо, коли самостійність думи могла проявитися - це використання надлишків міських доходів. Вони могли розміщуватися в державні кредитні установи для отримання відсотків з них, чи міг засновуватися міської банк для кредитування купецтва. Але на це також був потрібен дозвіл не тільки губернського начальства, а й міністра внутрішніх справ..
Шестигласна дума також фактично перестала бути представницею шести станів і складалася максимум з трьох станових елементів: купців, цехових і міщан, при цьому, купецький стан переважав, а в цілому представники цих станів були мало підготовлені до управлінської діяльності, тому до управління містом долучалися чиновники міської канцелярії..
Ще в 1821 році почалися роботи з перегляду міського положення. В 1846 році в Санкт-Петербурзі було введено нове положення, в 1862 році воно було введено в Москві, в 1863 в Одесі і в 1866 в Тифлісі. Воно стало основою для нового міського положення, що вийшло для всіх міст Російської імперії в 1870 році .

## У 1871-1893 роках
В 1871 році в Харкові було введене Міське положення від 16 червня 1870 року, яке вводило всесостанове місцеве міське самоврядування. Міські виборчі збори скликалися через кожні чотири роки для обрання гласних міської думи. Міські думи обиралися на основі майнового цензу. Виборче право отримували піддані віком не менше 25 років, які володіли в межах міста нерухомим майном, оподатковуваним на користь міста збором, або які мали свідоцтво на право торгівлі та промислів, а також платили за це податок.
Вибори за міським положенням 1870 року відбувалися шість разів: у 1871, 1875, 1879, 1883, 1887 і 1892 роках.
Міська Дума складу 1892 року. Проіснувала не довго, так як у місті було введене міське положення 1892 року, яке збільшувало адміністративне втручання в справи міських дум. Наприкінці березня 1893 року Дума склала свої повноваження, разом з нею припинило свою дію і Положення від 1870 року.

## У 1893-1917 роках
В 1893 році пройшли вибори нової думи. Надалі адміністрація стверджувала не тільки міського голову, а й посадових осіб, обраних думою..
В цей період Дума докладала величезних зусиль для запобігання фінансового краху, приймалися значні заходи щодо поліпшення благоустрою міста. 15 вересня 1900 року міським головою був обраний О. К. Погорілко . Він співпрацював з трьома складами думи аж до 1912 року.
Вибори за міським положенням 1892 року відбувалися: у 1893, 1897, 1902, 1905 роках.

### Революційні реформи
Згідно з декретом більшовиків від 19 грудня 1917 року про скликання Рад Робочих, Солдатських і Селянських депутатів міські думи не повинні були скликатися і підлягали скасуванню. У січні 1918 року почалася масова ліквідація дум і земств, яка тривала до середини 1918 року . Серед інших була розформована більшовиками і Харківська міська дума.

## Відновлення думи в 1919 році
З приходом до Харкова Добровольчої армії 25 червня 1919 року всі декрети і постанови радянського уряду були скасовані, зв'язку з цим відновлювалося функціонування міської думи.
У вересні 1919 року почалася підготовка виборів до харківської міської думи, в кінці жовтня-початку листопада 1919 роки вибори відбулися. 13 листопада 1919 року список членів думи були затверджені і дума приступила до роботи. Однак, вже 12 грудня 1919 року до Харкова увійшли Червоні війська. Багато членів новообраної думи емігрували з міста, а сама дума виявилася знову розпущена.

## Рекомендована література
- Мясникова А.С. Муніципальні органи влади міста Харкова (1871 – грудень 1919 рр.). – Кваліфікаційна наукова праця на правах рукопису. Дисертація на здобуття наукового ступеня кандидата історичних наук (доктора філософії) за спеціальністю 07.00.01 – «Історія України». – Харківський національний педагогічний університет імені Г.С. Сковороди, Дніпровський національний університет імені Олеся Гончара, Дніпро. 2021.